# شمال إفريقيا في 2021
فيما يلي قوائم الأحداث التي وقعت خلال عام 2021 في شمال أفريقيا.

## البلدان والأقاليم

### الجزائر
- رئيس الدولة ورئيس الحكومة: الرئيس : عبد المجيد تبون (منذ 2019) [1]

### مصر
- رئيس مصر: عبد الفتاح السيسي (منذ 2014)[2]
- رئيس الحكومة: رئيس وزراء مصر: مصطفى مدبولي (منذ 2018) [2]

### ليبيا
- رئيس الدولة: رئيس المجلس الرئاسي ، ورئيس مجلس الوزراء
  - فايز السراج (حتى 5 فبراير)[3]
  - عبدالله الثني (حتى 5 فبراير)
  - عبد الحميد دبيبة (مؤقت يبدأ في 5 فبراير)[4]
  - عبد الحميد دبيبة (مؤقت يبدأ في 5 فبراير)[4]

### المغرب
- رئيس الدولة: محمد السادس ملك المغرب (منذ 1999)[5]
- رئيس الحكومة : سعد الدين العثماني (منذ 2017)[5]

#### الجمهورية العربية الصحراوية الديمقراطية
- الرئيس: إبراهيم غالي (منذ 2016) [6]
- رئيس الوزراء: محمد والي أكيك (منذ 2018)

تسيطر المغرب على 80% من الصحراء الغربية وتطالب بكامل المنطقة.

### إسبانيا
- العاهل : فيليبي السادس (منذ 2014)
- رئيس الوزراء : بيدرو سانشيز (منذ 2018)

#### جزر الكناري
- رئيس جزر الكناري : أنجيل فيكتور توريس

#### سبتة ومليلية
الجيبان الإسبانيان سبتة ومليلية وجزيرة قميرة وبلاثاس دي سوبرانيا متنازع عليهما من قبل المغرب.
- رئيس بلدية سبتة : خوان خيسوس فيفاس
- رئيس بلدية مليلية : إدواردو دي كاسترو

- رئيس مجلس السيادة السوداني : عبد الفتاح البرهان (منذ 2019) [8]
- رئيس الوزراء: عبد الله حمدوك (منذ 2019) [8]

### تونس
- الرئيس : قيس سعيد (منذ 2019) [9]
- رئيس الوزراء هشام المشيشي (منذ 2020)
- رئيس مجلس نواب الشعب : راشد الغنوشي (منذ 2019)

## الأحداث الشهرية

### يناير و فبراير
- 1 يناير - بدء منطقة التجارة الحرة القارية الأفريقية (AfCFTA) رسميًا. [10]
- 3 يناير
  - اتفقت السودان ومصر وإثيوبيا على إجراء مزيد من المحادثات هذا الشهر لحل نزاعهم بشأن سد النهضة الإثيوبي الكبير على النيل الأزرق . [11]
  - تم إنقاذ مائتين وخمسة وستين مهاجرًا، معظمهم من إريتريا ، في البحر الأبيض المتوسط . [12]
- 5 يناير - توفي أربعة مهاجرين في قارب متجه إلى تينيريفي ، جزر الكناري. ووصل 23 ألف مهاجر إلى جزر الكناري في عام 2020، وتوفي حوالي 500 منهم. [13]
- 19 يناير - سبعة وثمانون مهاجراً يتسلقون سياج مليلية الحدودي ؛ تم نقل تسعة إلى المستشفى. [14]
- 20 يناير – 2021 تدخل الاحتجاجات التونسية يومها الخامس. [15]
- 5 فبراير
  - اختيار عبد الحميد دبيبة رئيسا لوزراء الوحدة الانتقالية في ليبيا. [4]
  - قال الرئيس المصري عبد الفتاح السيسي إنه يدعم الحكومة الانتقالية في ليبيا. [16]
- 7 فبراير - رئيس جمهورية الكونغو الديمقراطية فيليكس تشيسيكيدي، الرئيس الجديد للاتحاد الأفريقي، يقول إنه يعتزم جعل تسوية النزاع حول سد النهضة الإثيوبي أولوية. [17]
- 10 فبراير - حكومة السودان تؤدي اليمين الدستورية حكومة جديدة ضمت جبريل إبراهيم وزيراً للمالية ووزراء من الجبهة الثورية السودانية.[18][19]
- 18 فبراير - الرئيس المصري عبد الفتاح السيسي ورئيس الوزراء الليبي عبد الحميد محمد دبيبة يلتقيان في القاهرة . [20]
- 24 فبراير - مصر تؤيد اقتراح السودان بتدويل الجدل حول سد النهضة الإثيوبي، وتدعو إلى مشاركة الاتحاد الأفريقي والأمم المتحدة والاتحاد الأوروبي والولايات المتحدة. [21]

### مارس وأبريل
- 6 مارس - الرئيس المصري السيسي يلتقي بالجنرال السوداني البرهان في الخرطوم . [22]
- 26 مارس - سفينة حاويات جانحة في قناة السويس تعرقل ما يقدر بنحو 400 مليون دولار أمريكي في الساعة من التجارة، وفقًا لبيانات الشحن من قائمة لويدز . [23] قد يستغرق الأمر أسابيع لإزاحة إيفرجرين التي يبلغ وزنها 224 ألف طن. [24]
- 28 مارس
  - 2021 انسداد قناة السويس
    - أمر رئيس الوزراء المصري عبد الفتاح السيسي مسؤولي هيئة قناة السويس بالبدء في الاستعدادات لإزالة الحاويات. وتستمر الجهود لإعادة تعويم السفينة أثناء ارتفاع المد بمساعدة الكراكات والحفارة على الأرض. [25]
    - تم تحرير إيفرجرين ونقلها إلى البحيرات المرة للتفتيش. [26]

## الأحداث المجدولة والمبرمجة

### انتخابات
- 23 يونيو – 2021 الانتخابات العامة المغربية

## رياضات
- يوليو - من المقرر أن يستضيف المغرب بطولة كأس الأمم الأفريقية تحت 17 سنة 2021.[27]
- طواف إفريقيا للدراجات 2021

## حالات الوفاة
- 31 مارس - كمال الجنزوري، سياسي مصري، توفي عن عمر 88 عاماً، شغل منصبرئيس وزراء مصر (1996-1999، 2011-2012).[28]

## روابط خارجية
- كيف سيؤدي إغلاق قناة السويس إلى تعطيل التجارة العالمية؟ (الجزيرة الإنجليزية تقديم محمد جمجوم مارس 2021)